# Keokuk

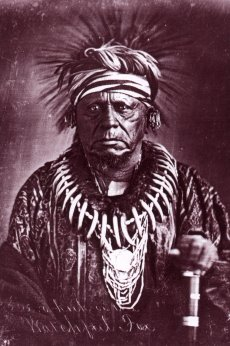
Keokuk, wódz Sauków i Lisów

Keokuk (Kiy`kag czyli Ten Który Jest Zawsze Czujny), (ur. ok. 1780  – zm. 1848) – wódz Indian z plemion Sauków i Lisów.
Urodził się nad rzeką Rock River w dzisiejszym północno-zachodnim stanie Illinois, w plemieniu Sauków. Jego matka była pół-Francuzką. Nie wywodził się z klanu wodzów, lecz został wodzem dzięki sile charakteru i zręcznie prowadzonym intrygom. Gdy grupa Sauków zawarła porozumienie z rządem Stanów Zjednoczonych, w wyniku którego Saukowie zrzekli się kraju nad Rock River, Keokuk zachował bierną postawę, co zapoczątkowało jego otwarty konflikt z wodzem Czarnym Jastrzębiem, nie uznającym porozumienia. Gdy Czarny Jastrząb poparł Brytyjczyków w wojnie brytyjsko-amerykańskiej w 1812, Keokuk został uznany za naczelnego wodza Sauków i Lisów przez władze USA. Rozłam ten uniemożliwił Czarnemu Jastrzębiowi zmobilizowanie całego plemienia do walki podczas prowadzonej przez siebie wojny w roku 1832. Keokuk częściowo odzyskał uznanie Sauków i Lisów, zgłaszając pretensje tych plemion do terenów obecnego stanu Iowa podczas narady w Waszyngtonie. Zmarł w Kansas w 1848 roku.
W roku 1883 jego szczątki zostały ekshumowane i przeniesione do miejscowości Keokuk w stanie Iowa, gdzie wzniesiono pomnik na jego cześć. W okresie późniejszym w Sali Marmurowej Senatu wystawiono jego brązowe popiersie.

## Bibliografia

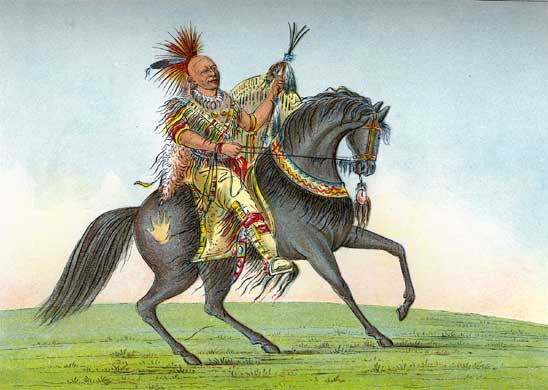
Keokuk by George Catlin in 1832-1839
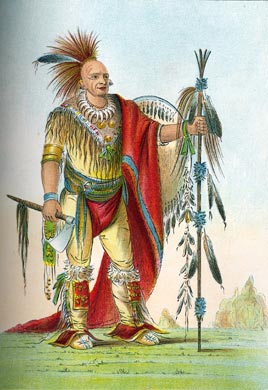
Keokuk by George Catlin in 1832-1839